# 国立北平大学第二工学院
国立北平大学第二工学院是北洋大学在1928年7月至1929年8月的名称。1928年7月，主管全国高等教育的中华民国大学院院长蔡元培不顾反对意见和客观现实条件，强行效仿法国推行大学区制，划河北、热河两省和北平、天津为北平大学区。

## 參见
- 泰顺北洋工学院